# AneCan
『AneCan』（アネキャン）は、小学館発行の月刊女性ファッション雑誌である。2007年3月7日に創刊して2016年11月7日発売の12月号で休刊した。雑誌名は「お姉さん系CanCam」の略称で、『CanCam』の姉妹誌と位置付けられていた。

## 概要
2006年の春季と秋季に『CanCam』の新たな試みとして、10代後半から20代前半に『CanCam』に親しんだ20代後半から30代の子供がいない女性を主な訴求層にパイロット版として「お姉さん系CanCam」が刊行され、2007年3月7日から月刊誌として創刊された。
専属モデルは10人で他はあまり起用されず、若手モデルにとって憧憬の存在となっている。蛯原友里、押切もえ、高垣麗子の3人はトップ3と称されて三人で表紙を飾った号も複数ある。専属モデルが一度に集まることは少ないが2013年10月号で全員が集合したショットが掲載された。2014年2月号で岡田准一が男性として初めて表紙を飾った（蛯原とのカップリングカバー）。
小学館では対象年齢が近接するものとして『Oggi』『Domani』を発行しているが、『AneCan』はカジュアルなコーディネートを多く取り上げている。1冊の分量はおおよそ250 - 500ページと月によって大きな開きがある。『CanCam』と同じく、ほぼ全面がフルカラー印刷である。2016年12月号（11月7日発売）をもって休刊となり、同誌のウェブサイト『AneCan.tv』も2017年10月31日に閉鎖した。

### 現在の専属モデル
| 名前       | 生年月日               | 血液型 | 出身地 | ボディーサイズ   | 初登場       | 連載記事                             | 本誌サイト     |
| ---------- | ---------------------- | ------ | ------ | ---------------- | ------------ | ------------------------------------ | -------------- |
| 押切もえ   | 1979年12月29日（45歳） | A      | 千葉県 | T169 B82 W56 H84 | 2009年1月号  | Oshikiri Be-Do! SALON de MOE         | [ リンク切れ ] |
| 有村実樹   | 1986年2月26日（39歳）  | A      | 栃木県 | T168 B83 W60 H86 | 2010年4月号  | Beauty Salon Miki 美容サロン「実樹」 | [ リンク切れ ] |
| 森絵里香   | 1982年5月2日（42歳）   | O      | 静岡県 | T167 B80 W59 H83 | 2011年11月号 | 絵里香書店                           | [ リンク切れ ] |
| 葛岡碧     | 1984年1月30日（41歳）  | O      | 宮城県 | T169 B80 W57 H83 | 2011年1月号  | 碧のおしゃれ散歩                     | [ リンク切れ ] |
| 近藤しづか | 1984年10月10日（40歳） | A      | 千葉県 | T166 B82 W58 H82 | 2013年11月号 | しづか御膳                           | [ リンク切れ ] |
| 安座間美優 | 1986年12月26日（38歳） | B      | 広島県 | T169 B80 W58 H83 | 2014年6月号  | みゅうJAPAN！                        | [ リンク切れ ] |
| 大石参月   | 1988年3月22日（36歳）  | AB     | 静岡県 | T160 B83 W59 H85 | 2015年9月号  |                                      | [ リンク切れ ] |
| 石川理咲子 | 1990年3月15日（34歳）  | O      | 愛知県 | T168             | 2015年11月号 |                                      | [ リンク切れ ] |

専属ぷにモデル
| 名前       | 生年月日               | 血液型 | 出身地 | ボディーサイズ   | 初登場      | 連載記事 | 本誌サイト     |
| ---------- | ---------------------- | ------ | ------ | ---------------- | ----------- | -------- | -------------- |
| 磯山さやか | 1983年10月23日（41歳） | A      | 茨城県 | T155 B88 W60 H86 | 2015年1月号 | -        | [ リンク切れ ] |

### その他の連載記事
各社の最新商品
- AneCan INCOMING（巻頭）
- Ane "キュン" News!
- AneCatch
- 今月のストフィー買い

スタイリスト関連
- Miyu's Bar（入江未悠）
- 月刊 亀恭子

その他
- ブラックムスク（LiLyの小説）
- 小石原はるかの偏愛ごはん
- モモコノコモノ
- 湯山玲子のアネサー道場

### スポンサー企業のタイアップ
- RMK
- ケイト・スペード
- STRAWBERRY-FIELDS

### 過去の専属モデル
- 堀内葉子（創刊号 - 2008年3月号）
- 臼田あさ美（創刊号 - 2008年12月号）
- 大桑マイミ（創刊号 - 2009年5月号）
- 澤野ひとみ（創刊号 - 2011年3月号）
- alan（2009年6月号 - 2011年10月号）
- 熊澤枝里子（2008年6月号 - 2013年）
- 真山景子（創刊号 - 2014年4月号）
- 鈴木サチ（創刊号 - 2014年10月号）
- 蛯原友里（2009年1月号 - 2016年6月号）
- 高垣麗子（2008年2月号 - 2016年7月号）